# Estevam Hernandes
Estevam Hernandes Filho (São Paulo, 22 de março de 1954) é um ministro neopentecostal brasileiro, líder e fundador da Igreja Apostólica Renascer em Cristo. Também fundou a Rede Gospel e diversas outras empresas de mídia. Foi o responsável também por trazer o evento Marcha para Jesus para o Brasil.

## Biografia
Descendente de espanhóis, é casado com Sônia Hernandes, Bispa da mesma igreja e, é pai de três filhos - Fernanda, Gabriel e Filipe (1978-2016).  Profissional da área de marketing, desenvolveu e coordenou projetos em empresas como Itautec e Xerox. No final dos anos 1980, Hernandes e sua família deixaram a antiga denominação evangélica, Igreja Cristã Pentecostal da Bíblia, no Jabaquara, São Paulo, da qual faziam parte. Nessa época, Estevam e sua esposa Sônia passaram a realizar pequenas reuniões informais na sala de jantar do apartamento em que viviam, o que mais tarde se tornaria uma das mais populares igrejas neopentecostais do Brasil. Ainda no final dos anos 1980, Estevam abandonou sua carreira profissional, passando a se dedicar exclusivamente ao trabalho ministerial, fundando ao lado da esposa a Igreja Apostólica Renascer em Cristo que conta atualmente com mais de 300 templos espalhados por todo o Brasil, América Latina, Europa e Estados Unidos, emissoras radiofônicas como a Gospel FM, e uma rede de televisão (Rede Gospel).
Trouxe para o Brasil a Marcha para Jesus, evento que levou às ruas de São Paulo em 2015 cerca de quatro milhões de pessoas e acontece também nas principais cidades do Brasil e do mundo. E é detentor da marca Gospel no Brasil. Como presidente da Rede Gospel de televisão construiu na avenida Paulista em São Paulo a maior torre de televisão da América Latina.
É o presidente da CIEAB (Confederação das Igrejas Evangélicas Apostólicas do Brasil), entidade que congrega as igrejas que aceitam essa doutrina e tem por objetivo promover a unidade entre  denominações do país. Estevam Hernandes é responsável por dar suporte às igrejas filiadas que aceitam e seguem a doutrina neopentecostal.
É o criador da Fundação Renascer órgão responsável pelas frentes assistenciais da Igreja Renascer em Cristo. A Fundação possui uma  casa de repouso para idosos, casas de abrigo para crianças carentes, um centro de reabilitação para dependentes químicos e também realizava o chamado "expresso da solidariedade" que consiste na entrega de refeições para moradores de rua, o qual está sendo reformulado.
Também foi um dos responsáveis pela explosão da música gospel no Brasil no final dos anos 80, antevendo o que seria o segmento atualmente. É autor de diversos livros e compositor de várias músicas de sucesso no segmento gospel como Revolução, Águas, Sopra, Há uma unção, O poeta, Adorador, entre outras.

### Família
Morou com os pais até a adolescência no bairro da Aclimação, em São Paulo. 
É pai de Fernanda Hernandes Rasmussen (Bispa Fê), Felippe Daniel Hernandes (Bispo Tid) e Gabriel Asaph Hernandes, de quem é pai adotivo. É responsável pela casa lar abrigo para crianças abandonadas, onde o chamam "pai" adotivo. É considerado pai pela Banda Katsbarnea e por todos os bispos da Igreja Apostólica Renascer em Cristo. Em 2007 mais de um milhão de pessoas assumiram, por um abaixo assinado que "quero continuar sob seu cuidado e direção pelos próximos anos". Dezenas de pessoas tatuaram "Apóstolo Estevam" e frases do tipo "Eu te amo".
No bairro da Vila Mariana, em São Paulo, há uma rua com o nome de seu pai, também chamado Estevam Hernandes. Embora o projeto de lei para a nomeação dessa rua (anteriormente chamada Rua Projetada) tenha sido aprovado na Câmara Municipal, no site dos Correios não se encontra essa rua e no Google Maps ainda aparece como Rua Projetada. O nome oficial é Viela Sanitária Estevam Hernandes que não aparece no Google Maps mas aparece na placa de endereço que está pregada na parede do prédio colado da viela.
Recebeu a Medalha Tiradentes  no Rio de Janeiro e a Medalha Anchieta em São Paulo. A "mídia gospel" tem colocado sobre ele a imagem de "paizão".

## Discografia
- 2012: Inesquecível

## Videografia
- 2012: Inesquecível

## Processos Judiciais

### Detenção em Miami
Em 9 de janeiro de 2007 Estevam e Sônia Hernandes ao chegarem em um aeroporto de Miami nos Estados Unidos, onde possuem propriedade há vários anos, foram detidos por estarem carregando U$56 mil escondidos em meio a bíblias e terem declarado à alfândega que não carregavam mais de U$10 mil.
Em comunicado a imprensa naquela época, o advogado do casal, Luis Flávio Borges D'Urso (na época, presidente da Ordem dos Advogados do Brasil), afirmou que o ocorrido em Miami havia sido fruto de um erro ao preencher os documentos, já que o casal estava acompanhado de familiares, somando um grupo de 5 pessoas, o que de acordo com a justiça norte-americana possibilitaria movimentação de até U$70 mil.
Mesmo com a imprensa tendo noticiado a detenção do casal, os bispos e pastores da Renascer tentaram ocultar o fato informando à igreja de que o casal estaria escondido em local não revelado até que fosse concedido habeas corpus. Após o casal Hernandes ser solto para aguardar a sentença, Estevam Hernandes admitiu ter sido preso aos oficiais da igreja em transmissão via satélite de sua residência nos Estados Unidos.
O casal foi acusado de "cash smuggling" (evasão de divisas). Após serem detidos, de acordo com o consulado dos Estados Unidos no Brasil, tiveram que pagar fiança no valor de U$100 mil, passando a responder o processo em liberdade vigiada.
Estevam e Sônia Hernandes permaneceram em liberdade vigiada em Miami até a audiência na Corte Federal Americana no dia 17 de agosto de 2007. Durante esse período continuaram pregando para os fiéis da Igreja Renascer em Cristo no Brasil, via satélite através de telões.
Na audiência que decidiria o caso, Sônia e Estevam se declararam culpados e se disseram arrependidos. O advogado do casal pediu que o juiz fosse humano ao decretar a sentença, alegando que o dinheiro serviria para evangelizar pessoas naquele país. O juiz Frederico Moreno sentenciou o casal a uma pena leve de 140 dias de reclusão em regime fechado em fases intercaladas pelo motivo de um dos dois terem que cuidar dos filhos durante a ausência do outro. Enquanto Estevam cumprisse o período de reclusão, Sônia permaneceria em liberdade vigiada, e vice versa, determinou Moreno, além de uma multa no valor de U$30 mil para cada um. Estevam cumpriu o período em regime fechado em Miami entre os meses de agosto e dezembro de 2007, sendo libertado no dia 28 de dezembro. Ao sair da prisão voltou a realizar pregações via satélite para os fiéis no Brasil e passou a apresentar um programa diário ao vivo dos Estados Unidos através da Rede Gospel.
No período que antecedeu a audiência, bispos e pastores da Igreja Renascer organizaram um abaixo assinado pedindo a absolvição de ambos. O objetivo era coletar um milhão de assinaturas. Nos últimos dias antes da audiência, devido à impossibilidade de conseguir atingir a quantidade de assinaturas estipulada, vários pastores orientaram os oficiais ("obreiros" da igreja) a colocarem nome e RG de pessoas conhecidas mesmo sem o consentimento das mesmas.

### Acusações no Brasil
No Brasil o casal respondeu a processos por suposta lavagem de dinheiro, falsidade ideológica e estelionato. Após assumirem a culpa no processo por evasão de divisas nos Estados Unidos, a promotoria voltou a pedir a prisão preventiva do casal, ainda sob o motivo de terem faltado a audiência judicial em dezembro de 2006. A Justiça de São Paulo acatou o pedido.
Entretanto, em março de 2008, a Primeira Turma do Superior Tribunal de Justiça (STJ) revogou a decisão, liberando novo habeas-corpus ao casal. A turma do STJ se pronunciou na época alegando que o casal estava sendo submetido a constrangimento ilegal e considerou extravagante a prisão preventiva.
Alegando irregularidades no andamento do processo, a assessoria de imprensa da Igreja Renascer em Cristo se pronunciou no final de 2007 afirmando, por meio do advogado do casal de fundadores da igreja,  que o casal entraria com ação judicial contra o promotor do caso. Entre outras irregularidades, a assessoria citava a coletiva de imprensa dada pelo mesmo naquela época sobre o processo que corria em segredo de justiça. Nessa mesma época o promotor do caso também estava sendo investigado por supostas irregularidades em um período que esteve afastado de suas funções para estudar em uma universidade da Europa. Questionado, o promotor sempre negou qualquer irregularidade no andamento do processo.
Em julho de 2012, todos os processos que corriam contra Estevam e Sonia foram encerrados e eles foram declarados inocentes de todas as acusações de lavagem de dinheiro e formação de quadrilha. 

### Retorno ao Brasil
Após a ordem de prisão decretada pela Justiça de São Paulo contra os líderes e fundadores da Igreja Renascer em Cristo ter sido cassada pelo Supremo Tribunal Federal, em março de 2008, o casal ficou livre para retornar ao Brasil logo que foram liberados pela Justiça Americana, reassumindo assim seu papel eclesiástico.

### Artigos da imprensa
- «Resumo dos fatos decorrentes da "Ação Indenizatória por danos morais"». , movida pela Igreja Renascer em Cristo contra a Editora Globo S.A., pelo 'Centro de Mídia Independente', de 11 de novembro de 2002
- «Artigo "Justiça bloqueia bens da Renascer"». , publicado no Estado de S. Paulo em 2 de setembro de 2006
- «Artigo "Justiça volta a decretar prisão de fundadores da Renascer no Brasil"». publicado na Folha de S. Paulo em 10 de janeiro de 2007
- «Artigo "Justiça brasileira nega habeas corpus para fundadores da Renascer"». publicado na Folha de S. Paulo em 12 de janeiro de 2007
- «Artigo "Justiça fecha 7 igrejas da Renascer nos Estados Unidos"». publicado na Folha de S. Paulo em 19 de janeiro de 2007
- «Artigo "Tornozeleira eletrônica vai rastrear casal da Renascer 24 horas por dia"». publicado na Folha de S. Paulo em 19 de janeiro de 2007